# Вядерно
Вядерно (пол. Wiaderno) — село в Польщі, у гміні Томашув-Мазовецький Томашовського повіту Лодзинського воєводства.
Населення — 690 осіб (2011).
У 1975-1998 роках село належало до Пйотрковського воєводства.

## Демографія
Демографічна структура станом на 31 березня 2011 року:
|          | Загалом | Допрацездатний вік | Працездатний вік | Постпрацездатний вік |
| -------- | ------- | ------------------ | ---------------- | -------------------- |
| Чоловіки | 362     | 95                 | 235              | 32                   |
| Жінки    | 328     | 70                 | 193              | 65                   |
| Разом    | 690     | 165                | 428              | 97                   |